# Szent György-fatemplom (Izsópallaga)
Az izsópallagai Szent György-fatemplom műemlékké nyilvánított épület Romániában, Bihar megyében. A romániai műemlékek jegyzékében a  BH-II-m-A-01162 sorszámon szerepel.